# 田口彩
田口 彩（たぐち あや、1985年10月6日 - ）は、山口県を拠点に活動していた日本のタレント、ラジオパーソナリティ。熊本県出身。

## 出演

### ラジオ番組
- DAYTIME GROOVE（エフエム山口、2005年 - 2006年）
- 関門ウォーターフロントマップ（エフエム山口）
- それいね（エフエム山口、2006年）
- ビリフラMAX（エフエム山口、2006年 - 2008年）

### テレビ番組
- やまぐちぱち道（テレビ山口）[2]